# Castellar de n'Hug
Castellar de n'Hug és un municipi de la comarca del Berguedà, al límit amb el Ripollès. Hi neix el riu Llobregat.
Escrit tradicionalment Castellar de Nuch, la seva etimologia és discutida. Mentre que castellar és la demarcació d'un castell termenat, la segona part s'ha considerat com el nom propi de persona Hug o Uc, amb relació a algun Hug de Mataplana, que posseïen el lloc. Però també podria provenir de nuce («nuc», en català), indicant l'origen d'un corrent d'aigua, en aquest cas en referència a les fonts del Llobregat.

## Geografia
- Llista de topònims de Castellar de n'Hug (Orografia: muntanyes, serres, collades, indrets..; hidrografia: rius, fonts...; edificis: cases, masies, esglésies, etc).

## Llocs d'interès
- Fonts del Llobregat. Es tracta de surgències d'aigua subterrània, alimentades per les aigües de les neus i de la pluja.[3]
- Església de Santa Maria de Castellar de n'Hug. És una església romànica que conserva el característic campanar, una torre de quatre pisos amb finestres d'arc de mig punt i la porta del segle xii amb ferramenta romànica. Va ser transformada a l'època neoclàssica.[4]
- Església de Sant Vicenç de Rus. És un edifici romànic del segle xi, consagrat el 1106. Consta d'una sola nau, volta de canó i absis semicircular que per fora mostra arcuacions llombardes. Totalment reformat, mostra pintures dels segles XII i XIV.[5]
- Fàbrica de Ciment Asland, situada al Clot del Moro, terme municipal de Castellar de n'Hug. Actualment convertida en Museu del Ciment Asland, va ser una fàbrica modernista promoguda l'any 1901 per Eusebi Güell i Bacigalupi.[6] Va ser la primera fàbrica de ciment industrial de Catalunya, i restà operativa fins a l'any 1975. Des de l'any 1992 és un museu, i està adscrit al Museu de la Ciència i de la Tècnica de Catalunya. L'any 2005 va ser declarat Bé Cultural d'Interès Nacional.
- La Casa del Pastor, també coneguda com el Museu del Pastor, amb la història d'aquest sector.[7]

## Administració
| Període                                 | Alcalde o alcaldessa                           | Partit polític | Data de possessió | Observacions      |
| --------------------------------------- | ---------------------------------------------- | -------------- | ----------------- | ----------------- |
| 1979–1983                               | Josep Orriols i Coch                           | PSC            | 19/04/1979        | --                |
| 1983–1987                               | Josep Orriols i Coch                           | PSC            | 28/05/1983        | --                |
| 1987–1991                               | Josep Orriols i Coch                           | Independent    | 30/06/1987        | --                |
| 1991–1995                               | Josep Orriols i Coch                           | Independent    | 15/06/1991        | --                |
| 1995–1999                               | Josep Orriols i Coch                           | CIU            | 17/06/1995        | --                |
| 1999–2003                               | Josep Orriols i Coch                           | CIU            | 03/07/1999        | --                |
| 2003–2007                               | Josep Orriols i Coch                           | CIU            | 14/06/2003        | --                |
| 2007–2011                               | Josep Orriols i Coch                           | CIU            | 16/06/2007        | --                |
| 2011–2015                               | Josep Orriols i Coch / Salvador Juncà Armengou | CIU            | 11/06/2011        | --                |
| 2015–2019                               | Salvador Juncà Armengou                        | CIU            | 13/06/2015        | --                |
| 2019-2023                               | Salvador Juncà Armengou                        | (Independent)  | 15/06/2019        | Junts x Castellar |
| Des de 2023                             | Salvador Juncà Armengou                        | (Independent)  | 17/06/2023        | Junts x Castellar |
| Fonts: Ajuntament de Castellar de n'Hug |                                                |                |                   |                   |

## Fills il·lustres
- Ramon Cunill i Puig (1907-1975), prevere, periodista i escriptor.

## Demografia
| 1497 f | 1515 f | 1553 f | 1717 | 1787 | 1857  | 1877 | 1887 | 1900 | 1910 |
| ------ | ------ | ------ | ---- | ---- | ----- | ---- | ---- | ---- | ---- |
| 5      | 5      | 13     | 176  | 638  | 1.013 | 883  | 611  | 573  | 632  |

| 1920 | 1930 | 1940 | 1950 | 1960 | 1970 | 1981 | 1990 | 1992 | 1994 |
| ---- | ---- | ---- | ---- | ---- | ---- | ---- | ---- | ---- | ---- |
| 698  | 616  | 441  | 415  | 422  | 197  | 145  | 187  | 159  | 159  |

| 1996 | 1998 | 2000 | 2002 | 2004 | 2006 | 2008 | 2010 | 2012 | 2014 |
| ---- | ---- | ---- | ---- | ---- | ---- | ---- | ---- | ---- | ---- |
| 172  | 175  | 188  | 192  | 191  | 198  | 208  | 187  | 175  | 159  |

| 2016 | 2018 | 2020 | 2022 | 2024 | 2026 | 2028 | 2030 | 2032 | 2034 |
| ---- | ---- | ---- | ---- | ---- | ---- | ---- | ---- | ---- | ---- |
| 157  | 165  | 156  | 176  | 164  | -    | -    | -    | -    | -    |

## Festivitats
- 29 de setembre- Festa Major de Sant Miquel.
- Últim diumenge d'agost- Concurs de gossos d'atura.